# Cabo Polonio

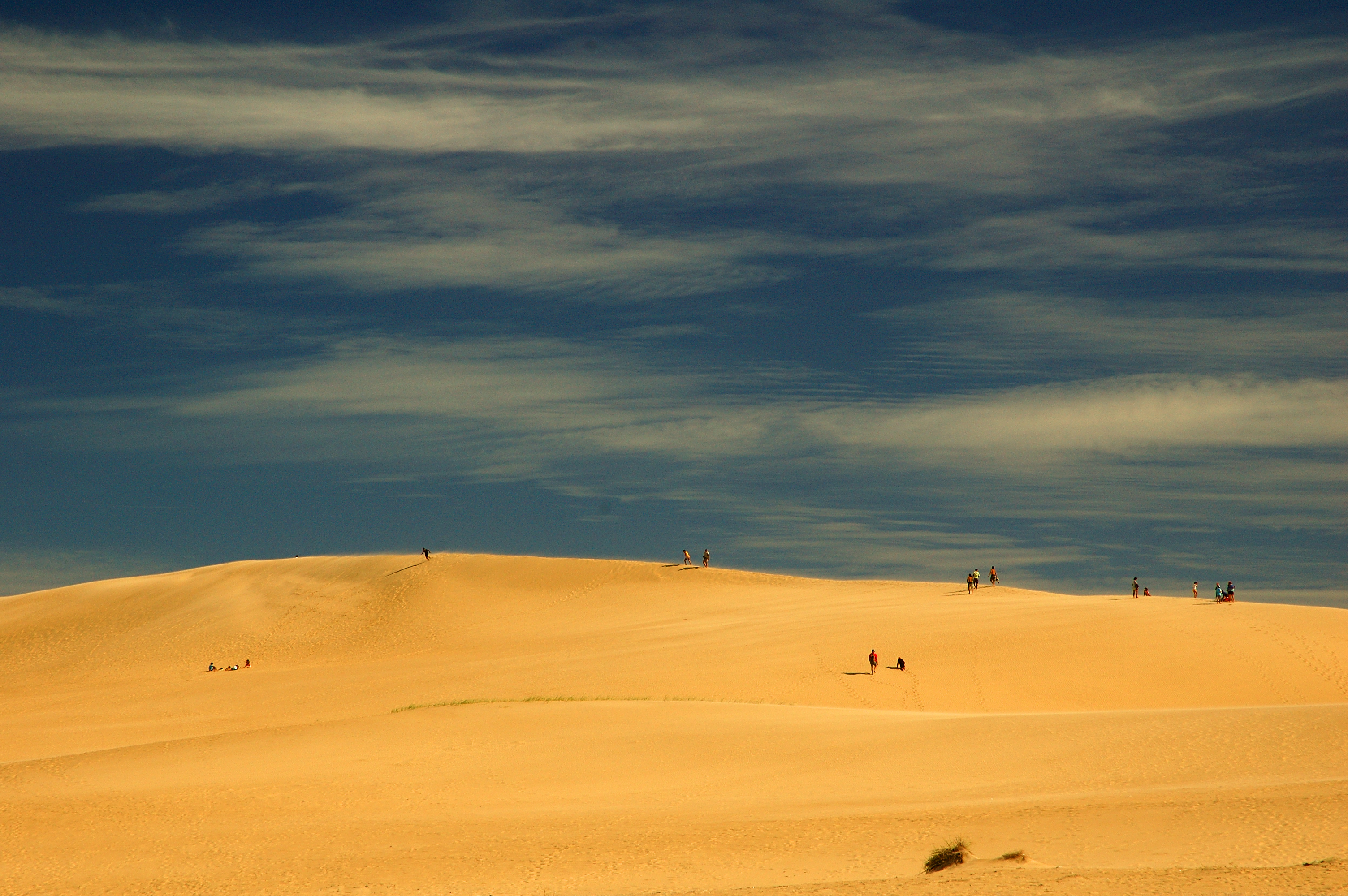
Dunes de sorra que separen els balnearis de Cabo Polonio i Valizas.

Cabo Polonio (en català, Cap Poloni) és un poble i un balneari a l'est de l'Uruguai, al departament de Rocha. Destaca per les seves extenses dunes de sorra fina. El balneari és un dels més apartats del país, sense amb prou feines energia elèctrica ni enllumenat públic. Les seves platges es troben sobre l'oceà Atlàntic.
El seu nom sorgeix d'un galió d'Espanya que va naufragar el 1735 en aquest lloc. Després de diverses tragèdies, el 1881 es va inaugurar el far que compta amb una altura de 25,6 metres. El 1976 el far va ser declarat monument històric.
La població estable és petita, conformada principalment per pescadors, artesans i el personal estable del far. En temporada turística (gener-març) compta amb diversos restaurants oberts, posades i cases per a llogar. El turisme que arriba tots els anys a Cabo Polonio és majoritàriament d'origen argentí, brasiler i nacional.